# Yandangornis longicaudus
Yandangornis longicaudus – gatunek wymarłego dużego ptaka, należącego do monotypowej rodziny Yandangithidae w monotypowym rzędzie Yandangithiformes ustanowionych na podstawie holotypu tego gatunku. Opisany w roku 1999 na podstawie jednego okazu. Okres istnienia datowany jest metodą K-Ar na kredę późną, około 81,5 milionów lat temu. Holotyp znajduje się w Zhejiang Museum of Natural History pod numerem M1326.
Szczątki kopalne, obejmujące niemal całkowicie kompletny szkielet, odnaleziono w roku 1986 w okolicy miasta Linhai, w prowincji Zhejiang we wschodnich Chinach. 
Zachowane kości widoczne są od strony brzusznej. Całkowita długość ciała wynosiła około 59 cm, z czego 47 mm stanowiła czaszka, w najszerszym miejscu mająca 2 cm. Okaz nie posiadał zębów. Szyja mierzy 8 cm, składa się z 9 kręgów. Mostek prosty o długości 50 mm, od strony brzusznej obecne są żebra; podobna cechę wykazują jedynie Archaeopteryx, Confuciusornis oraz Sinornis. Obecny jest ogon składający się z co najmniej 20 kręgów, mierzy 30,5 cm; zachowały się odciski sterówek. Kość udowa mierzy 106 mm, zdaje się być bardzo mocna, podobnie jak i mierząca 132 mm kość skokowa. Kości paliczkowe są małe, co także wskazuje na naziemny tryb życia. 
Nazwa rodzajowa pochodzi od gór Yandang, w których występuje kamieniołom, gdzie dokonano znaleziska okazu, a epitet gatunkowy odnosi się do dużej długości ogona, co jest charakterystyczne dla tego taksonu.
W 2007 r. Zhou & Zhang uznali, że opis gatunku jest zbyt mało detaliczny i według nich nie wykazuje on ptasich cech, dlatego nie można zdecydować czy jest to ptak, czy nieptasi dinozaur.